# Municipio Araure
Araure es uno de los 14 municipios que forman parte del Estado Portuguesa, en los Llanos venezolanos. Está ubicado al noreste del Estado portuguesa, limitado al norte por el Estado Lara, al sur con el Municipio Páez y Municipio Esteller, por el este limitita con el Municipio Agua Blanca y por el oeste con el Municipio Ospino. Tiene una superficie de 640 km² y una población de 175 480 habitantes, lo que lo convierte en el segundo municipio más poblado de Portuguesa. Está dividido en dos parroquias: Araure y Río Acarigua.

## Historia
El acta de fundación de Araure, por parte de los colonizadores españoles, tiene fecha del 6 de julio de 1694. Inicialmente, el asentamiento se ubicó junto a la Quebrada de Armo, pero en 1696 fue trasladado al margen de la Quebrada de Araure, el lugar que ocupa actualmente, debido a su mejor provisión de agua.
En 1778, el obispo Mariano Martí visitó Araure y la denominó Villa de Nuestra Señora del Pilar de Araure, registrando una población de 2 841 habitantes.
El 5 de diciembre de 1813, tuvo lugar la Batalla de Araure, donde las tropas patriotas, bajo el mando de Simón Bolívar, buscaban vengar el desastre de Tierra Blanca, ocurrido en Barquisimeto. El enfrentamiento se desarrolló en el paraje conocido como La Laguna de los Muertos, donde las fuerzas patrióticas lograron derrotar por completo a las tropas realistas en las inmediaciones de la ciudad.

## Geografía
El Municipio Araure se encuentra en los Llanos altos, en la parte norte del municipio es donde termina el piedemonte andino, área dominada por el Páramo El Rosario alcanzando los 1.555 m s. n. m. En la mayor parte del municipio se presenta la vegetación de Bosque Tropical con una temperatura promedio anual de 24,5 °C alcanzando temperaturas máximas de 27 °C, y una precipitación media anual 1722 mm.

## Economía
La economía del municipio está dominada por la agricultura, en la zona norte se produce café y en la zona sur se produce arroz, maíz, algodón y sorgo entre otros.

## Política y gobierno

### Alcaldes
| Período                            | Alcalde                  | Partido político / Alianza | % de votos | Notas |
| ---------------------------------- | ------------------------ | -------------------------- | ---------- | --- |
| 1989 - 1992                        | Wiston Ortiz Monsalve    | AD                         | 34,53      | Primer alcalde bajo elecciones directas |
| 1992 - 1995                        | Wiston Ortiz Monsalve    | AD                         | 36,26      | Reelecto |
| 1995 - 2000                        | Armando Rodríguez        | AD                         | -          | Segundo alcalde bajo elecciones directas (se realizaron elecciones generales adelantadas en el 2000 debido a la aprobación de la Constitución de 1999) |
| 2000 - 2004                        | Armando Rodríguez        | ARMANDO                    | 47,97      | Reelecto |
| 2004 - 2008                        | José Rafael Vásquez      | PPT                        | 44,32      | Tercer alcalde bajo elecciones directas |
| 2008 - 2013                        | José Rafael Vásquez      | PSUV                       | 57,03      | Reelecto (se postergan 1 año las elecciones municipales pautadas para finales del 2012)                                                                |
| 2013 - 2017                        | Nubia Cupare             | PSUV                       | 48,86      | Cuarta alcaldesa bajo elecciones directas |
| 2017 - 2021                        | Antonio Primitivo Cedeño | PSUV                       | 83,72      | Quinto alcalde bajo elecciones directas |
| 2021 - 2025                        | María Celeste Rodríguez  | PSUV                       | 57,47      | Sexta Alcaldesa bajo elecciones directas |
| Fuente: Consejo Nacional Electoral |                          |                            |            | |

### Concejo municipal
Periodo 2021 - 2025
| Concejales           | Partido político / Alianza |
| -------------------- | -------------------------- |
| José Miguel Olivares | PSUV                       |
| Édgar Meza           | PSUV                       |
| Mariela Alvarado     | PSUV                       |
| Genesis Parra        | PSUV                       |
| Claimir Ángulo       | PSUV                       |
| Eliezer Peña         | PSUV                       |
| Carmen Adjunta       | PSUV                       |
| Jose Riera           | PPT                        |
| José Carmona         | MUD                        |